# Gilli Smyth
Gillian Mary Smyth, detta Gilli (Londra, 1º giugno 1933 – Byron Bay, 22 agosto 2016), è stata una cantante, compositrice e poetessa inglese.
È nota per aver militato nei Gong, nei Mother Gong e nei Planet Gong, nonché per aver pubblicato diversi album come solista. Scrisse anche diverse raccolte delle proprie poesie ed un libro, Nitrogen Dreams, in cui compaiono, oltre alle poesie, sue descrizioni ed impressioni sulla vita dei Gong.
Come cantante, ottenne grande successo per l'ironia e la malizia delle sue interpretazioni. La sua più famosa caratteristica sono gli "space whispers", un modo di cantare e vocalizzare sussurrato e filtrato da effetti di eco, ideato da lei stessa.
Fu, assieme al suo partner di allora, Daevid Allen, fondatrice dei Gong, un gruppo di grande originalità in cui tuttora suonano musicisti del calibro di Steve Hillage e Didier Malherbe. Nelle canzoni impersonificò importanti personaggi della mitologia Gong, quali la "Buona Strega Shakti Yoni", la prostituta, la madre e la vecchia.
Si segnalò come compositrice di molti dei bizzarri brani che resero la musica della band inconfondibile, e che subirono l'influenza dello space rock, della psichedelia e del rock sperimentale.
Uscì dai Gong nel 1974 per dedicarsi ai figli, dopo la pubblicazione dei capolavori del gruppo, i tre album della "trilogia di Radio Gnome": Flying Teapot, Angel's Egg e You.
L'anno dopo anche Allen sarebbe uscito dalla band, che conobbe un periodo di declino. Buona parte della formazione storica, comprendente Gilli Smyth, si sarebbe riunita diversi anni dopo, esibendosi in tournée ed album in studio. Attorno all'originale progetto di Smyth e Allen, nacquero diverse altre band di quella che viene chiamata la "Gong Global Family", tra le quali i Gongmaison ed i Mother Gong.
Mother, il suo album di debutto come solista del 1978, la portò a fondare un proprio gruppo, i Mother Gong, che esordirono nel 1979 con l'album Fairy Tales. La nascita della nuova band coincise con la rottura della relazione con Allen, ma il sodalizio artistico sarebbe rimasto con le collaborazioni dei due negli album dei Gong e dei Mother Gong.

## Discografia

### Album solisti
- 1978 Mother - Charly Records (CRL 5007)
- 1995 Politico-Historico-Spirito - Voiceprint (VP185CD)
- 2001 It's all a dream - Gliss (CD006)

### Con i Mother Gong

#### Album in studio
- 1979 Fairy Tales - Charly Records (CRL 5018)
- 1981 Robot Woman 1 - Butt Records (BUTT 003)
- 1982 Robot Woman 2 - Shanghai (HAI 100)
- 1989 Robot Woman 3 - Shanghai (HAI 109)
- 1990 The Owl and The Tree - (con Daevid Allen) Demi Monde (DMLP 1019)
- 1992 Tree in the Fish - Tapestry Records (USA), Remasterizzato da Voiceprint (VP281CD)
- 1993 Every Witches Way - Voiceprint (VP139CD)
- 1993 Magenta / She Made The World - Voiceprint Records (VP134CD)
- 1994 Wild Child - Demi Monde (DMLP 1026)
- 1994 Eye - Voiceprint Records (VP176CD)

#### Dal vivo
- 1991 Live 1991 - (con Tom the Poet) Voiceprint Records (VP446CD), rimasterizzazione del 2008
- 1994 Radio Session - Voiceprint Records
- 2005 Glastonbury Festival 1979-1981 - Voiceprint Records (VP363CD)
- 2006 Mother Gong 2006 - Voiceprint Records (VP404CD)
- 2007 O Amsterdam - Voiceprint Records (VP423CD)

#### Compilation
- 1997 Best of Mother Gong - Purple Pyramid (CLP 9983-2) e Blueprint (BP271CD)

### Con Daevid Allen e Harry Williamson
- 1989 Stroking the Tail of the Bird - Voiceprint Records (VP207CD)

### Con Daevid Allen ed il figlio Orlando Allen
- 2005 I am your Egg - Voiceprint Records (VP376CD)

### Con i Planet Gong
- 1977 Floating Anarchy Celluloid (LTM 1002)

### Con i Glo
- 1996 Even As We - GAS (CD 009)

### Con i Goddess Trance / Goddess T
- 1999 Goddess Trance - GAS (CD 011)
- 1999 Electric Shiatsu - Voiceprint Records (VP205CD)